# 李思颖
李思颖（英語：Ceci Lee Sze-wing，2001年5月5日—），香港女子自行车运动员，主攻公路自行车和场地自行车耐力类项目，2022年亚洲运动会女子麦迪逊赛和女子全能赛银牌得主、女子团体追逐赛铜牌得主。

## 個人經歷
李思穎在2024年巴黎奧運會上參加了女子個人公路賽和場地單車全能賽。她在公路賽中以4小時10分47秒的成績完成158公里的賽事，最終排名第64名，成為首位完成此項目的香港女運動員。隨後，她參加了場地單車全能賽，並在四個分項中表現，最終總成績排名第20位。她是香港首位同時參加奧運公路和場地單車賽的女運動員。

## 外部連結
- 李思颖的Instagram帳戶

## 獲取獎項
2021年9月26日，李思穎贏得香港史上首個全運會女子公路賽冠軍，亦是港隊於中華人民共和國第十四屆運動會第二金；李思穎賽後坦言「好開心……喺全能賽落敗係少少打擊，但攞到金牌令我開心咗好多！一直沒諗過咁樣嘅成績。……無團隊嘅努力，今日嘅比賽唔可能成功。」